# Ancienne caserne Pittié de Nevers
La caserne Pittié est un ouvrage situé rue du 13e de ligne à Nevers, en France, qui a eu fonction de caserne de 1880 à 1999.

## Historique
Une première caserne existait à Nevers depuis 1777, à l'emplacement de l'actuelle place de la Résistance.
Baptisée en 1887 en l'honneur du général François Pittié (1829-1886), natif de Nevers, la caserne Pittié a accueilli respectivement le 13e régiment d'infanterie, dit 13e de ligne, de 1883 jusqu'à sa dissolution en 1940. En 1917, il reçoit des unités américaines. Pendant l'occupation, les bâtiments sont occupés par l'armée allemande. Deux miradors équipés de mitrailleuses lourdes sont installés sur les toits. Le bombardement du 16 juillet 1944 touche légèrement l'aile gauche du bâtiment situé à gauche de l'entrée dont une partie est détruite. À la libération, les bâtiments servent de lieu de détention des prisonniers, et accueillent des détachements de FFI. Puis ils abritent divers services de l'armée dont le Centre Mobilisateur no 13 (C.M.13), héritier des traditions du 13e de Ligne, qui y reste jusqu'à sa dissolution en 1980. Le 465e Groupe d'Artillerie Antiaérienne y tient garnison du 1er mai 1953 au 30 juin 1958, puis le 1er régiment d'artillerie de 1962 à 1969 qui est alors le Régiment d’Artillerie Divisionnaire de la 7e Division Blindée, enfin le 7e régiment d'artillerie, régiment des drones de renseignement par imagerie de l'Armée de Terre à partir de 1972. En juin 1999, le 7e R.A. quitte cette caserne pour Chaumont où il reprend l'appellation de 61e régiment d'artillerie.
L'ensemble immobilier libéré représentait 6 hectares, dont plus de 20 000 m2 de bâti. La réhabilitation du site est encore en cours, pour accueillir des services administratifs, des écoles supérieures, des commerces et bien d'autres projets. Le site accueille entre autres l'Institut de Formation aux Soins Infirmiers de Nevers depuis la rentrée 2014. En 2017, c'est l'Institut de Formation en ergothérapie de Nevers qui s'est installé dans le site. Puis en 2018, l'accélérateur de start-up Le Village by CA Nevers a rejoint d'autres entreprises.
En 2023, des bureaux d'études SNCF s'installent également sur le site.

## Architecture
La caserne s'étend sur un terrain de 58 342 m2, dont un tiers de surface bâtie. Son plan est classique : les bâtiments s'organisent en U autour d'une place d'armes, sur laquelle est érigé un monument aux morts. Les deux bâtiments latéraux abritent le casernement et les bureaux. Le bâtiment central, fermant la place d'armes, face à l'entrée du site, est le commandement. La caserne est entourée d'un mur d'enceinte, ce qui est la norme depuis l'ordonnance de 1719 qui fixe les prescriptions en matière de construction de casernes : « l’enfermement y sera strict : le tout sera clos et fermé par une enceinte de murailles de 10 pieds de hauteur qui environnera les pavillons, à 30 pieds de distance de tous côtés – et cela pour maintenir les troupes dans l’ordre et la discipline et que l’officier soit en état d’y répondre. »
La place d'armes est suffisamment vaste pour que la troupe puisse y pratiquer des évolutions, combattre en ligne et manœuvrer de tous côtés. Dans les années 1930, une cité militaire composée de pavillons avec quatre logements chacun est construite le long de sa cloture Est. Une annexe technique appelée "les docks" est construite le long de la voie ferrée au-dessous de la chasse Sainte-Bernadette.

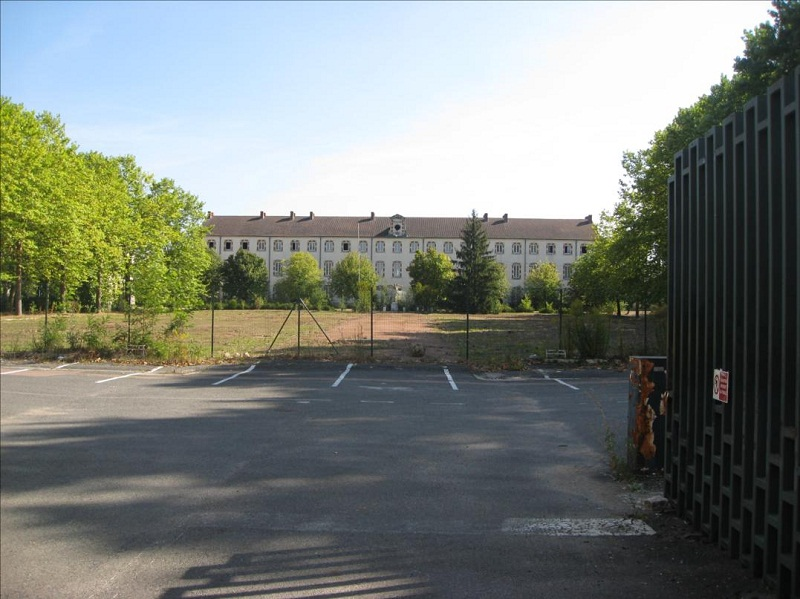
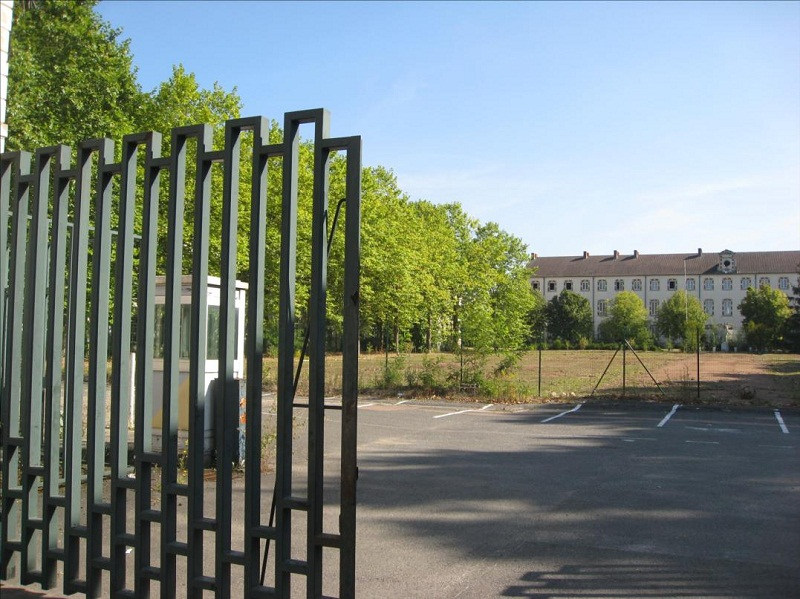
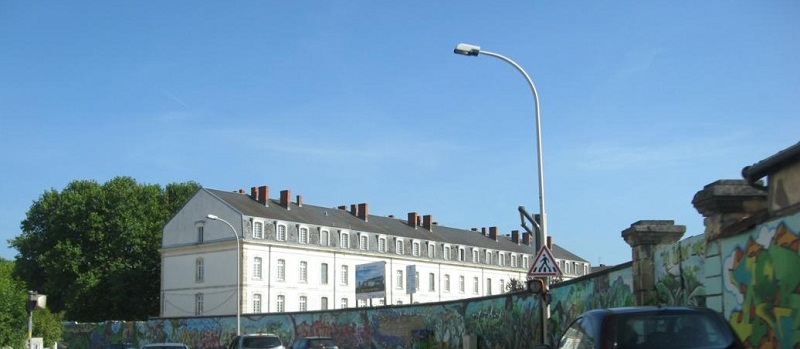

### Sources et bibliographie
- Agathe Maugis, Caserne Pittié, Nevers ça me botte (magazine municipal) no 137 Décembre 2006-Janvier 2007, 50 p[1]